# Ausktribosphenos
Ausktribosphenos — вимерлий рід ссавців ранньої крейди в Австралії. Єдиний зареєстрований вид, Ausktribosphenos nyktos, був знайдений на Флет-Рокс, штат Вікторія.